# 296525 Milanovskiy
296525 Milanovskiy este un asteroid din centura principală de asteroizi.

## Descriere
296525 Milanovskiy este un asteroid din centura principală de asteroizi. A fost descoperit pe 20 iulie 2009 la Zelenchukskaya Station de Timur V. Kryachko. Asteroidul prezintă o orbită caracterizată de o semiaxă mare de 3,24 ua, o excentricitate de 0,08 și o înclinație de 13,3° în raport cu ecliptica.